# St. Margareta (Forst an der Weinstraße)
Die Kirche St. Margareta ist eine katholische Pfarrkirche in Forst an der Weinstraße im Landkreis Bad Dürkheim und ein Kulturdenkmal.

## Lage
Das Gebäude befindet sich in der örtlichen Weinstraße 69.

## Geschichte
Der Saalbau entstammt dem Barock und wurde 1723 aus Teilen des Vorgängers, der im 15. Jahrhundert im spätgotischen Stil erbaut worden war, errichtet. Der Westturm bildet einen Quaderbau aus Rotsandstein und wurde 1767 fertiggestellt.
Die St. Margaretenkirche besitzt ein großes Ölgemälde Alois Süßmayrs „Übergabe des Hirtenstabes an St. Petrus“.
Auf dem Kirchhof befindet sich ein Friedhofskreuz im Barockstil, das um 1730 errichtet wurde, sowie ein Wiederkreuz aus dem Jahr 1727. Zwei um 1700 geschaffene Sandsteinskulpturen befinden sich im Inneren der Kirche. Beim Vorplatz ist eine Ehrenhalle aus den 1920er Jahren angesiedelt, die den Gefallenen des Ersten Weltkriegs gewidmet ist und die nach dem Zweiten Weltkrieg erweitert wurde.